# Merops gularis
Merops gularis là một loài chim trong họ Meropidae.